# Brestov (Prešov)
|  | No s'ha de confondre amb Brestov (Humenné). |

Brestov és un poble i municipi d'Eslovàquia. Es troba a la regió de Prešov, al nord del país. La primera referència escrita de la vila data del 1219.

## Demografia
| Godina             | 1994 | 2004   | 2014   | 2024   |
| ------------------ | ---- | ------ | ------ | ------ |
| Nombre de persones | 479  | 454    | 449    | 461    |
| Diferència         |      | −5,21% | −1,10% | +2,67% |

| Godina             | 2023 | 2024 |
| ------------------ | ---- | ---- |
| Nombre de persones | 461  | 461  |
| Diferència         |      | +0%  |